# Dialeges sericeus
Dialeges sericeus là một loài bọ cánh cứng trong họ Cerambycidae.